# Düffelward

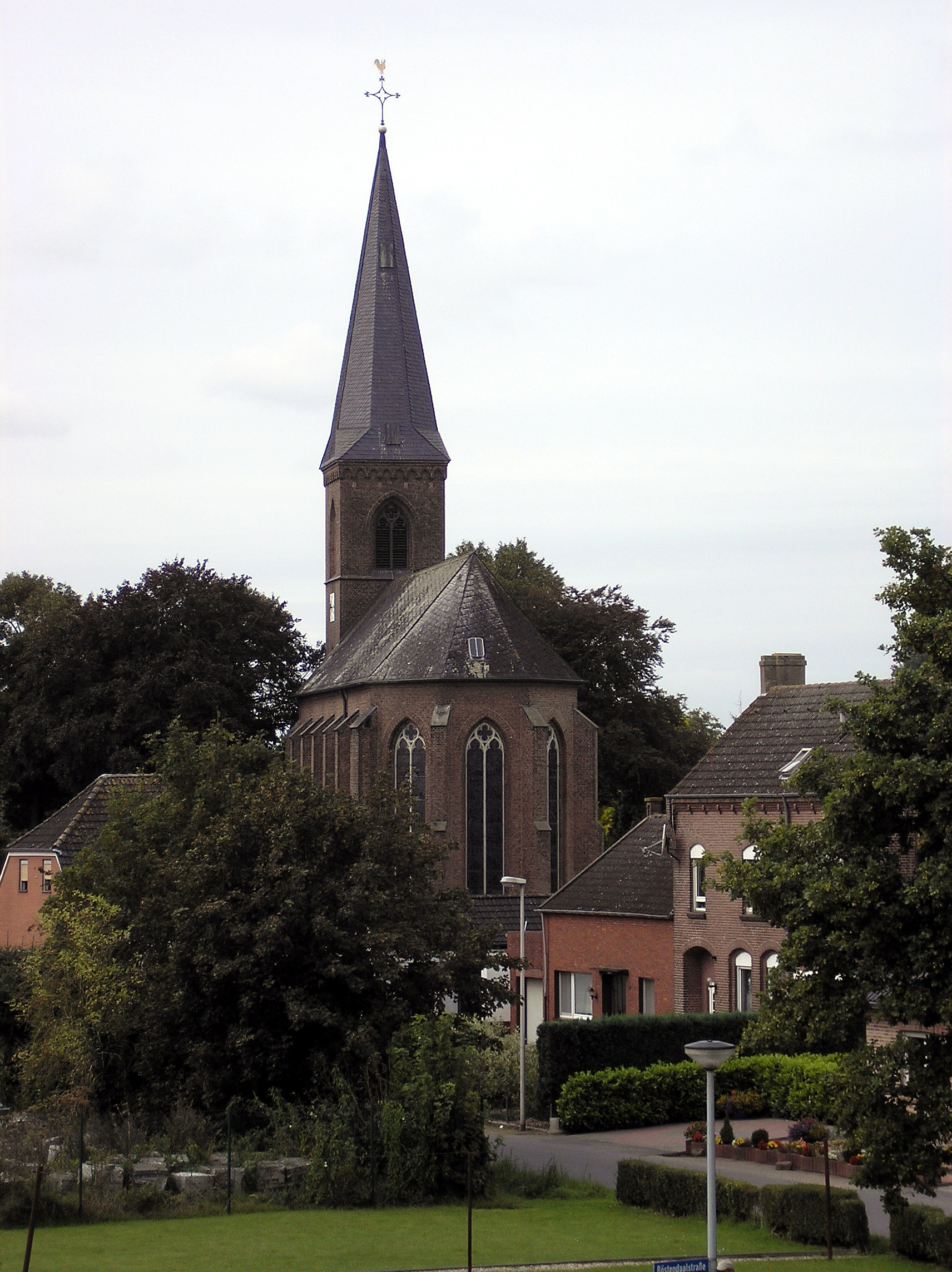
Katholische Kirche St. Mauritius in Düffelward

Düffelward  liegt am unteren Niederrhein im Nordwesten von Nordrhein-Westfalen und ist ein Ortsteil der Stadt Kleve. Der Ortsteil hat 616 Einwohner (Stand: 31. Dezember 2015) auf einer Fläche von 271 Hektar. Das Dorf liegt in der Düffel, der Namensteil -ward für ein mittels Deich trockengelegtes Ufergebiet (niederländisch waard) ist am Niederrhein häufig.

## Geschichte
Düffelward liegt an einer Gabelung der römischen Straße von Xanten nach Nijmegen. Zahlreiche Funde erinnern an die römische Vergangenheit des Ortes in der Nähe des Römerlagers Rindern. Das Dorf gehörte zum fränkischen Amt Düffel, dem anfangs ein Gaugraf vorstand. Die Pfarrei gab es seit mindestens 1205. Im Dreißigjährigen Krieg wurde 1636 das Dorf während der Kämpfe um Schenkenschanz zerstört, ebenso die ursprüngliche Kirche. Die Ruine der St.-Mauritius-Kirche ersetzte 1851 ein neugotischer Bau.
Im nahegelegenen Reichswald und im Umfeld des heutigen Ortes tobte im Frühjahr 1945 die sogenannte Schlacht im Reichswald, die den Ort schwer in Mitleidenschaft zog.
Düffelward gehörte seit 1800 zur Bürgermeisterei Keeken (ab 1928 Amt Keeken), die 1945 zum Amt Rindern wurde. 1969 wurde Düffelward in die Stadt Kleve eingemeindet.
Die Pfarreien Bimmen St. Martinus, Düffelward St. Mauritius, Keeken St. Mariä Himmelfahrt und Rindern St. Willibrord wurden 2005 zu einer Pfarrei zusammengelegt mit der gemeinsamen Pfarrkirche in Rindern.
Die Fähre nach Schenkenschanz ist 2016 eingestellt worden.

## Weblinks

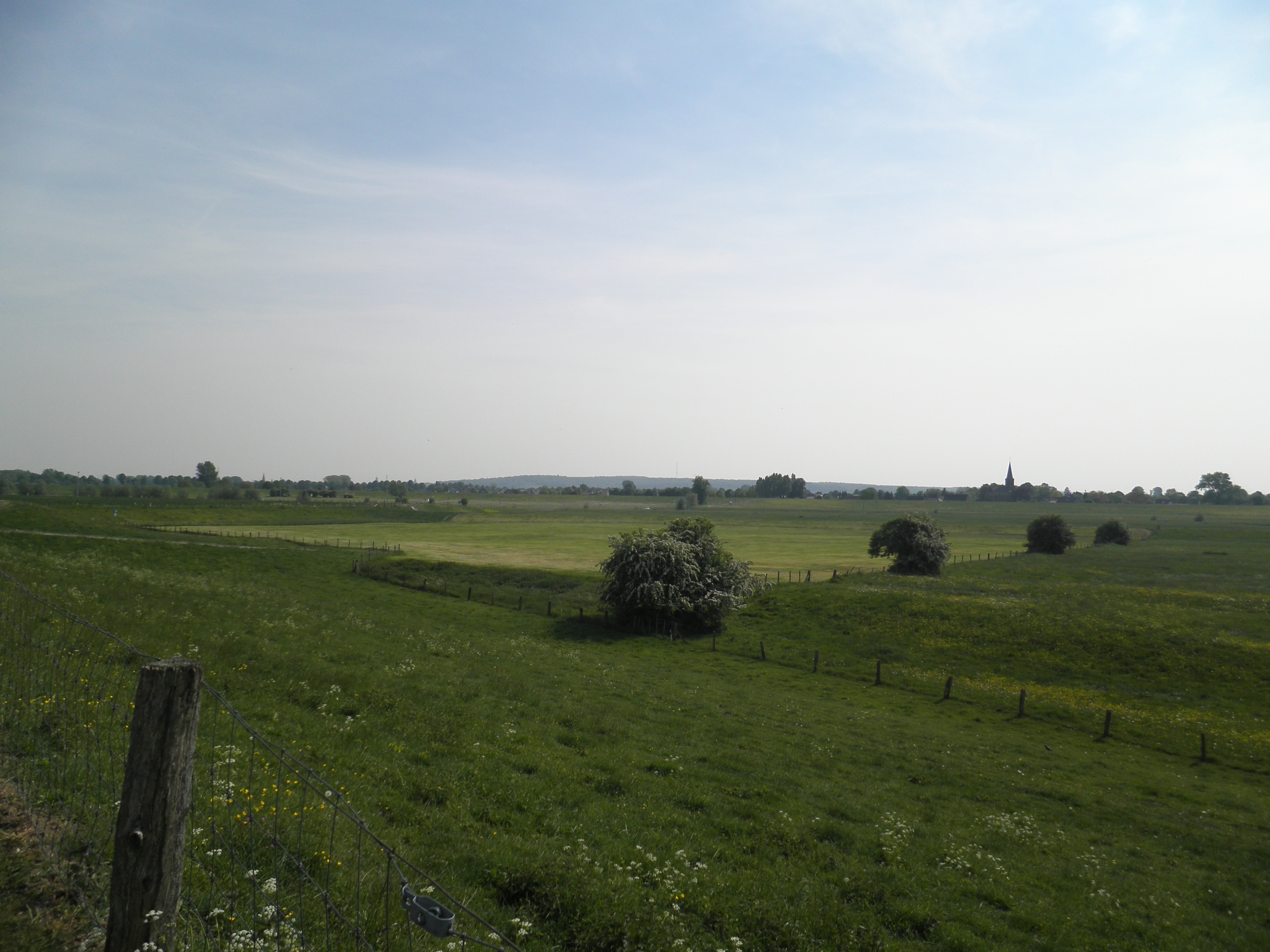
Blick von Schenkenschanz Richtung Kleve und Düffelward